# Sumitrosis rosea
Sumitrosis rosea är en skalbaggsart som först beskrevs av Weber 1801.  Sumitrosis rosea ingår i släktet Sumitrosis och familjen bladbaggar. Inga underarter finns listade i Catalogue of Life.